# Fyr- og Vagervæsenet
Fyr- og Vagervæsenet dannedes i 1931 ved sammenlægning af Kgl. Dansk Fyrvæsen og Kgl. Dansk Vagervæsen. 
I 1973 overgik opgaverne til Farvandsvæsenet under Forsvarsministeriet; Farvandsvæsenet blev nedlagt i 2011 og opgaverne splittet op på fire ministerier
Myndigheden forestod afmærkning til søfartens sikkerhed med fyrtårne og vagere. 
En vager er et sømærke, der består af en bøje med et mærke i toppen. 